# Macrocheles
Genre
Macrocheles est un genre d'acariens de la famille des Macrochelidae contenant 168 espèces.

## Sous-genres et espèces
- Sous-genre Macrocheles Latreille, 1829
  - Macrocheles adenostictus Krantz & Whitaker, 1988
  - Macrocheles aestivus Halliday, 1986
  - Macrocheles agilis Halliday, 2000
  - Macrocheles agnosticus Walter & Krantz, 1992
  - Macrocheles amamiensis Takaku, 2000
  - Macrocheles analis Hyatt & Emberson, 1988
  - Macrocheles angustus Halliday, 2000
  - Macrocheles arabaesc Takaku & Hartini, 2001
  - Macrocheles areolatus Krantz & Whitaker, 1988
  - Macrocheles assamensis Roy, 1996
  - Macrocheles badernus Lizaso, Mendes & dos-Santos, 1992
  - Macrocheles baliensis Takaku & Hartini, 2001
  - Macrocheles banaticus Iavorschi, 1977
  - Macrocheles bengalensis Roy, 1996
  - Macrocheles berlesei Hennessey & Farrier, 1988
  - Macrocheles biharicus Iavorschi, 1977
  - Macrocheles bolivari Iavorschi, 1987
  - Macrocheles bordoni Iavorschi, 1987
  - Macrocheles borealis Halliday, 2000
  - Macrocheles boudreauxi Krantz, 1965
  - Macrocheles bruneti (Turk, 1948)
  - Macrocheles bucephali Kumar-Roy, 1996
  - Macrocheles capensis Walter & Krantz, 1986
  - Macrocheles carinatus (C.L. Koch, 1839)
  - Macrocheles citricariosus Nawar, Abou-Setta & Childers, 1992
  - Macrocheles clavisetosa Ewing, 1909
  - Macrocheles coenosus Takaku, 1996
  - Macrocheles collocaliae Ma & Liu, 2003
  - Macrocheles coprephorae Chinniah & Mohanasundaram, 1995
  - Macrocheles craspedochetes Glida & Bertrand, 2003
  - Macrocheles crenulatus Roy, 1996
  - Macrocheles cubanicus Iavorschi, 1980
  - Macrocheles deccanensis Roy, 1991
  - Macrocheles decui Iavorschi, 1995
  - Macrocheles denhamensis Halliday, 2000
  - Macrocheles disneyi Fain & Greenwood, 1991
  - Macrocheles dolichosternus Krantz & Whitaker, 1988
  - Macrocheles elimatus Berlese, 1918
  - Macrocheles erichsonii Roy, 1996
  - Macrocheles eta Halliday, 2000
  - Macrocheles eurygaster Krantz, 1981
  - Macrocheles falsiglaber Glida & Bertrand, 2003
  - Macrocheles faveolus Halliday, 1993
  - Macrocheles feehani Halliday, 1990
  - Macrocheles fenestella Karg, 1994
  - Macrocheles forceps Halliday, 2000
  - Macrocheles friggi Walter & Krantz, 1986
  - Macrocheles fungicolus Halliday, 2000
  - Macrocheles gamma Halliday, 2000
  - Macrocheles glaber (J. Müller, 1860)
  - Macrocheles grossipes Berlese, 1918
  - Macrocheles guttatus Halliday, 2000
  - Macrocheles halli Halliday, 2000
  - Macrocheles hallidayi Walter & Krantz, 1986
  - Macrocheles hamatus Oudemans, 1915
  - Macrocheles helenaensis van-Driel, Loots & Marais, 1977
  - Macrocheles himalayensis Roy, 1988
  - Macrocheles hirsutissima (Berlese, 1910)
  - Macrocheles holmi Halliday, 2000
  - Macrocheles howdenorum Halliday, 2000
  - Macrocheles inpae Krantz, 1983
  - Macrocheles insignitus Berlese, 1918
  - Macrocheles jiangsuensis Meng & Sun, 1990
  - Macrocheles jocosus Lizaso, Mendes & dos-Santos, 1992
  - Macrocheles kamengensis Roy, 1988
  - Macrocheles kappa Halliday, 1990
  - Macrocheles kraepelini (Berlese, 1905)
  - Macrocheles krantzi Evans & Hyatt, 1963
  - Macrocheles kurosai Takaku, 1997
  - Macrocheles laciniatus Krantz, 1988
  - Macrocheles lama Halliday, 2000
  - Macrocheles lambda Halliday, 2000
  - Macrocheles liguizhenae Ma-Liming, 1996
  - Macrocheles limue Samsinak, 1962
  - Macrocheles longipes (Berlese, 1910)
  - Macrocheles lukoschusi Krantz, 1983
  - Macrocheles lyallpurensis Halliday, 2000
  - Macrocheles macroscatophilus Walter & Krantz, 1986
  - Macrocheles maharashtraensis Roy, 1991
  - Macrocheles mammifer Berlese, 1918
  - Macrocheles margaretae Iavorschi, 1977
  - Macrocheles margaritoideus Karg, 1994
  - Macrocheles maseri Krantz & Whitaker, 1988
  - Macrocheles matrius Hull, 1925
  - Macrocheles merdarius (Berlese, 1889)
  - Macrocheles mesochthonius Krantz & Whitaker, 1988
  - Macrocheles minervae Cicolani, 1983
  - Macrocheles monticola Takaku & Hartini, 2001
  - Macrocheles montivagus (Berlese, 1887)
  - Macrocheles muscaedomesticae (Scopoli, 1772)
  - Macrocheles mycotrupetes Krantz & Mellott
  - Macrocheles mykytowyczi Womersley, 1956
  - Macrocheles nalani Walter & Krantz, 1986
  - Macrocheles nemerdarius Krantz & Whitaker, 1988
  - Macrocheles novaezelandiae Emberson, 1973
  - Macrocheles novaodessensis Mendes & Lizaso, 1992
  - Macrocheles oigru Walter & Krantz, 1986
  - Macrocheles omicron Halliday, 2000
  - Macrocheles onitisae Chinniah & Mohanasundaram, 1995
  - Macrocheles ontariensis Norton, 1973
  - Macrocheles paganus Berlese, 1918
  - Macrocheles palniensis Roy, 1991
  - Macrocheles paralius Halliday, 1990
  - Macrocheles peckorum Halliday, 2000
  - Macrocheles penicilliger (Berlese, 1904)
  - Macrocheles penicilliger Bregetova & Koroleva, 1960
  - Macrocheles peniculatus Berlese, 1918
  - Macrocheles peregrinus Krantz, 1981
  - Macrocheles perglaber Filipponi & Pegazzano, 1962
  - Macrocheles philemonae Chinniah & Mohanasundaram, 1995
  - Macrocheles pisentii (Berlese, 1882)
  - Macrocheles plateculus Ma-Liming & Wang-Shenron, 1998
  - Macrocheles podophorae Chinniah & Mohanasundaram, 1995
  - Macrocheles polypunctatus Krantz & Whitaker, 1988
  - Macrocheles polystichus Krantz & Whitaker, 1988
  - Macrocheles pori Iavorschi, 1995
  - Macrocheles pumiliosternus Walter & Krantz, 1986
  - Macrocheles punctatissimus Berlese, 1918
  - Macrocheles punctosternalis Roy, 1996
  - Macrocheles punctovariata Roy, 1994
  - Macrocheles pustulae Karg, 1978
  - Macrocheles quadrilineatus Roy, 1996
  - Macrocheles reductus Petrova, 1966
  - Macrocheles rimbija Halliday, 2000
  - Macrocheles robustulus Berlese, 1904
  - Macrocheles roquensis Mendes & Lizaso, 1992
  - Macrocheles scarabae Chinniah & Mohanasundaram, 1995
  - Macrocheles schaeferi Walter, 1988
  - Macrocheles scutatus (Berlese, 1904)
  - Macrocheles shennongjiaensis Ma & Liu, 2003
  - Macrocheles siderolophus Halliday, 2000
  - Macrocheles sikkimensis Roy, 1996
  - Macrocheles similis Krantz & Filipponi, 1964
  - Macrocheles sinicus Ye, Ma & Chen, 1994
  - Macrocheles sisiri Roy, 1994
  - Macrocheles situs Karg, 1978
  - Macrocheles spatei Halliday, 2000
  - Macrocheles spickai Krantz & Whitaker, 1988
  - Macrocheles spiculatus Halliday, 2000
  - Macrocheles spinipes Berlese, 1918
  - Macrocheles spinipes (Say, 1821)
  - Macrocheles subbadius (Berlese, 1904)
  - Macrocheles subcoenosus Takaku, 1996
  - Macrocheles sublaevis Banks, 1914
  - Macrocheles submarginatus Foà, 1900
  - Macrocheles subscutatus Walter & Krantz, 1992
  - Macrocheles subterraneus Ishikawa, 1980
  - Macrocheles superbus Hull, 1918
  - Macrocheles tantalus Walter & Krantz, 1986
  - Macrocheles tenuirostris Krantz & Filipponi, 1964
  - Macrocheles terreus (G. Canestrini & Fanzago, 1876)
  - Macrocheles tessellatus Halliday, 2000
  - Macrocheles transmigrans Petrova & Taskaeva, 1964
  - Macrocheles tridentinus (G. Canestrini & R. Canestrini, 1882)
  - Macrocheles trinitatis (Turk, 1948)
  - Macrocheles trogicolis Masan, 1994
  - Macrocheles undoolya Halliday, 2000
  - Macrocheles upsilon Halliday, 2000
  - Macrocheles uroxys Krantz, 1983
  - Macrocheles vernalis (Berlese, 1887)
  - Macrocheles virgo Halliday, 1993
  - Macrocheles waitei Halliday, 2000
  - Macrocheles wallacei Halliday, 2000
  - Macrocheles witcoskyanus Walter & Krantz, 1986
  - Macrocheles zaheri Nawar, 1995
  - Macrocheles zeta Halliday, 2000
- Sous-genre Macrholaspis Oudemans, 1931
  - Macrocheles opacus (C.L.Koch, 1839)
  - Macrocheles ovoideus Ishikawa, 1980